# Anksiolitik
Anksiolítiki, tudi ataráktiki, so zdravila za lajšanje občutka strahu in vznemirjenosti. Njihova oznaka ATC je N05B in sodijo med zdravila z delovanjem na živčevje. 

## Skupine anksiolitikov
Anksiolitike lahko grobo razdelimo na benzodiazepinske in nebenzodiazepinske.

### Benzodiazepini
- Glavni članek: Benzodiazepini

Benzodiazepine predpisujejo za kratkotrajno lajšanje tesnobnosti. Poglavitne anksiolitične učinkovine iz te skupine so lorazepam (Loram®, Lorsilan®), klonazepam, alprazolam (Xanax®), diazepam (Apaurin®, Valium®). Običajno so zdravila prve izbire pri bolnikih, pri katerih je potrebna sedacija. Pri resnejših oblikah tesnobnosti (anksioznosti) se uporabljajo tudi dlje časa, vendar pri uporabi več kot dva tedna obstaja nevarnost odtegnitvenega sindroma po prenehanju zdravljenja. 
Benzodiazepini delujejo anksiolitično v nižjih odmerkih, višji odmerki delujejo uspavalno.

### Agonisti 1A-serotoninskihreceptorjev
V to skupino sodi buspiron. Za razliko od benzodiazepinov ne povzroča sedacije in zasvojenosti ter izkazuje manj kognitivnih motenj.

### Barbiturati
Barbiturati izkazujejo ansiolitični učinek zaradi sedacije, ki jo povzročijo, in jih zato uvrščamo med pomirjevala. Pri jemanju barbituratov obstaja velika nevarnost zlorabe in zasvojenosti in so jih zato v glavnem nadomestili benzodiazepini.

### Hidroksizin
Hidroksizin je stara učinkovina z antihistaminskim delovanjem. Zaradi sedativnega učinka se uporablja tudi za pomiritev bolnika pred anestezijo. Pri generalizirani anksiozni motnji se je izkazal za enako učinkovitega kot benzodiazepini ter hkrati izkazuje manj neželenih učinkov.

### Zeliščni pripravki
Med zdravilnimi rastlinami se za blaženje tesnobnosti uporablja zlasti zdravilna špajka (baldrijan). Vrsta poprovca kava-kava ima dokazano anksiolitično delovanje.